# Domus Vaticanae
Die Domus Vaticanae („Vatikanische Häuser“) sind eine Institution, die mit dem Heiligen Stuhl verbunden ist und eine öffentliche kanonische juristische Person mit Sitz im Staat der Vatikanstadt ist.
Papst Franziskus hat die Domus Vaticanae in einem Dekret an die Kurie am 5. Mai 2022 eingerichtet. Mit dem Dekret wurden vier päpstliche Stiftungen neu geordnet: 
- Fondazione Domus Sanctae Marthae und Pontificium Hospitium Sanctae Marthae (Domus Sanctae Marthae), gegründet 1996 durch Papst Johannes Paul II.
- Fondazione Domus Romana Sacerdotalis mit Casa Romana del Clero  („Traspontina“), gegründet 1999 durch Papst Johannes Paul II.
- Fondazione Domus Internationalis Paulus VI. mit Casa Internazionale del Clero, gegründet durch Papst Johannes Paul II.
- Fondazione Casa San Benedetto, gegründet 2008 durch Papst Benedikt XVI.

Diese Stiftungen haben das Ziel der „Gastfreundschaft“ gegenüber Geistlichen, die an der römischen Kurie oder für den Apostolischen Stuhl tätig sind, und stellen Wohnunterkünfte bereit. Mit dem Dekret Domus Vaticanae werden alle vier Stiftungen in eine neue Institution übertragen und gleichzeitig aufgehoben; deren Vermögen wird dem Apostolischen Stuhl übertragen. Die neue Institution wird die Ziele der vier vorangegangenen Stiftungen weiterverfolgen. Präsident der Domus Vaticanae ist Bischof Andrea Ripa.